# Sulchan Zinzadse

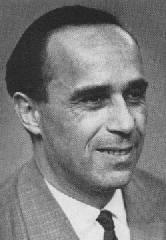
Sulchan Zinzadse

Sulchan Zinzadse (georgisch სულხან ცინცაძე; * 23. August 1925 in Gori; † 15. September 1991 in Tiflis) war ein georgischer Komponist und Cellist.

## Leben
Bis 1945 studierte er Cello am Musikgymnasium und am Konservatorium Tiflis, wechselte dann bis 1953 an das Moskauer Konservatorium, wo er auch Komposition bei Semjon Bogatyrjow belegte. Bereits während seiner Studienzeit begann er seine Karriere im Staatlichen Georgischen Streichquartett. Seine erste Komposition waren drei Miniaturen für dieses Quartett, die auf georgischen Volksliedern basierten. Sie wurden auf Anhieb ein Erfolg. Ab 1966 war er Dozent am Tifliser Konservatorium, dessen Leitung er zeitweise übernahm. 1973 wurde er Professor für Komposition. Außerdem war er im georgischen Komponistenverband sehr aktiv. Das Staatliche Georgische Streichquartett, der georgische Wettbewerb für Kammerorchester und die Musikschule Gori tragen heute seinen Namen. Zinzadses Musik ist von der georgischen Folklore und der Musik Schostakowitschs geprägt. Zinzadses Sohn Irakli ist ebenfalls Komponist.

## Werke
- Orchesterwerke
  - Symphonie Nr. 1 (1953)
  - Symphonie Nr. 2 „Dramatische“ (1963)
  - Symphonie Nr. 3 (1969)
  - Symphonie Nr. 4 (1979)
  - Klavierkonzert Nr. 1 über georgische Themen (1949)
  - Klavierkonzert Nr. 2 „Kontraste“ (1968, rev. 1987)
  - Violinkonzert Nr. 1 (1947)
  - Violinkonzert Nr. 2 „Kontraste“ (1968)
  - Violoncellokonzert Nr. 1 (1947)
  - Violoncellokonzert Nr. 2 (1964)
  - Concertino für Violoncello und Orchester (1972)
  - Phantasie für Violine und Streicher (1989)
- Bühnenwerke
  - „Das goldene Vlies“, Oper (1952)
  - „Der Einsiedler“, Oper (1972)
  - „Der Schatz der blauen Berge“, Ballett (1956)
  - „Der Dämon“, Ballett (1961)
  - „Dali und der Jäger“, Ballett (1977)
  - weitere Ballette und Operetten
- Andere Vokalmusik
  - „Abschiedslied“, Kantate (1957)
  - „Weg des Ruhmes“, Kantate (1976)
  - „Unsterblichkeit“, Oratorium (1969)
  - „Ballade von einem Soldaten“, Requiem (1988)
  - Liederzyklen
- Kammer- und Klaviermusik
  - 12 Streichquartette (1947–91)
  - 3 Suiten für Streichquartett (1949, 1950, 1955)
  - Miniaturen für Streichquartett
  - Sonate für Violoncello solo (1974)
  - 24 Präludien für Violoncello und Klavier (1980)
  - 24 Präludien für Klavier (1971)